# Antoine de Léris
Antoine de Léris (* 8. Februar 1723 in Mont-Louis; † 1795) war ein französischer Schriftsteller und Theaterhistoriker.
De Léris veröffentlichte 1754 sein Hauptwerk Dictionnaire portatif des theátres, das in zweiter Auflage 1763 unter dem Titel
Dictionnaire portatif historique et littéraire des théatres erschien. Es ist eine wichtige Quelle zur Pariser Theatergeschichte dieser Zeit, die u. a. eine Chronologie der Theater- und Opernaufführungen und Porträts von Schauspielern und Sängern enthält. Das Werk erschien 1970 als Nachdruck.
1853 erschien seine Schrift La Géographie rendue aisée (La Géographie rendue aisée, ou Traité méthodique pour apprendre la géographie, rangé dans un ordre nouveau, propre à faciliter l'étude de cette science, avec un abrégé de la sphère et une table très ample en forme de dictionnaire). Weiterhin ist er Mitautor von Antoine-Jacques Labbets Sentiment d'un harmoniphile sur différents ouvrages de musique (1756), dessen Reprint 1972 erschien und trat als Librettoautor hervor.